# Closterotomus biclavatus
Closterotomus biclavatus är en insektsart som först beskrevs av Herrich-schaeffer 1835.  Closterotomus biclavatus ingår i släktet Closterotomus, och familjen ängsskinnbaggar. Arten är reproducerande i Sverige.

## Bildgalleri

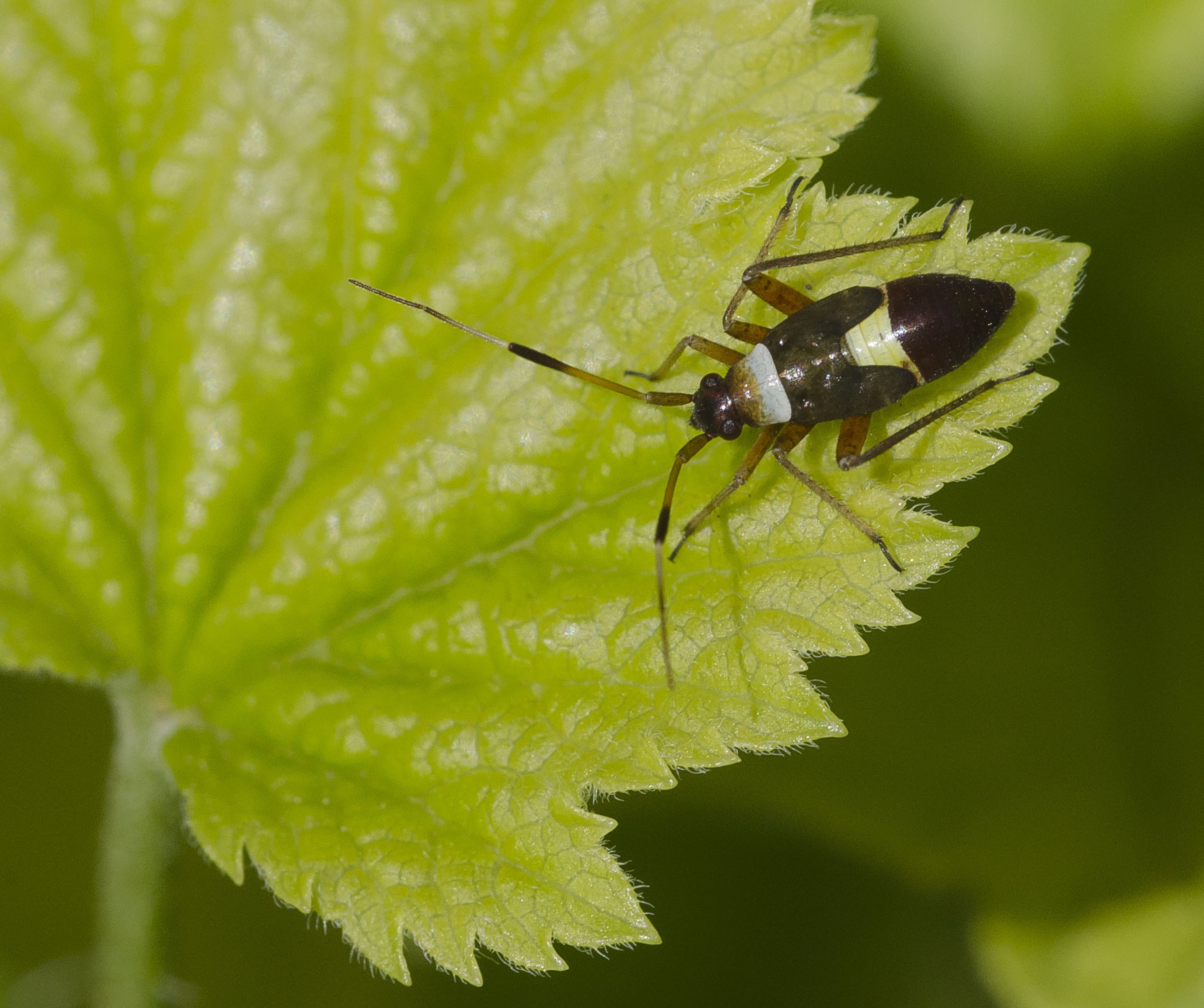